# Canton de Dun-sur-Meuse
Le canton de Dun-sur-Meuse est une division administrative française, qui était située dans le département de la Meuse et la région Lorraine.
Le canton est créé en 1790 sous la Révolution française. À la suite du redécoupage cantonal de 2014, le canton est supprimé.

## Géographie
Ce canton est organisé autour du chef-lieu de Dun-sur-Meuse et fait partie intégralement de l'arrondissement de Verdun. Son altitude varie de 167 m (Saulmory-Villefranche) à 387 m (Vilosnes-Haraumont) pour une altitude moyenne de 242 m. Sa superficie est de 167,20 km2.

## Histoire
Le canton de Dun fait partie du district de Stenay, créé par le décret du 30 janvier 1790.
Après la suppression des districts en 1795, le canton intègre l'arrondissement de Montmédy lors de la création de celui-ci en 1801.
En 1926, l'arrondissement de Montmédy est supprimée, et le canton intègre l'arrondissement de Verdun.
À la suite du redécoupage cantonal de 2014, le canton est supprimé. Toutes les communes se retrouvent intégrées dans le canton de Stenay.

## Composition
Le canton de Dun-sur-Meuse regroupe 17 communes :
| Nom                       | Code Insee | Intercommunalité                      | Superficie (km2) | Population (dernière pop. légale) | Densité (hab./km2) |
| ------------------------- | ---------- | ------------------------------------- | ---------------- | --------------------------------- | ------------------ |
| Dun-sur-Meuse (chef-lieu) | 55167      | CC du Pays de Stenay et du Val Dunois | 6,41             | 687 (2014)                        | 107                |
| Aincreville               | 55004      | CC du Pays de Stenay et du Val Dunois | 9,11             | 78 (2014)                         | 8,6                |
| Brieulles-sur-Meuse       | 55078      | CC du Pays de Stenay et du Val Dunois | 24,05            | 346 (2014)                        | 14                 |
| Cléry-le-Grand            | 55118      | CC du Pays de Stenay et du Val Dunois | 7,18             | 88 (2014)                         | 12                 |
| Cléry-le-Petit            | 55119      | CC du Pays de Stenay et du Val Dunois | 4,58             | 189 (2014)                        | 41                 |
| Doulcon                   | 55165      | CC du Pays de Stenay et du Val Dunois | 8,57             | 441 (2014)                        | 51                 |
| Fontaines-Saint-Clair     | 55192      | CC du Pays de Stenay et du Val Dunois | 6,23             | 49 (2014)                         | 7,9                |
| Liny-devant-Dun           | 55292      | CC du Pays de Stenay et du Val Dunois | 10,90            | 186 (2014)                        | 17                 |
| Lion-devant-Dun           | 55293      | CC du Pays de Stenay et du Val Dunois | 15,51            | 171 (2014)                        | 11                 |
| Milly-sur-Bradon          | 55338      | CC du Pays de Stenay et du Val Dunois | 10,40            | 181 (2014)                        | 17                 |
| Mont-devant-Sassey        | 55345      | CC du Pays de Stenay et du Val Dunois | 8,22             | 97 (2014)                         | 12                 |
| Montigny-devant-Sassey    | 55349      | CC du Pays de Stenay et du Val Dunois | 9,72             | 126 (2014)                        | 13                 |
| Murvaux                   | 55365      | CC du Pays de Stenay et du Val Dunois | 14,21            | 146 (2014)                        | 10                 |
| Sassey-sur-Meuse          | 55469      | CC du Pays de Stenay et du Val Dunois | 4,33             | 109 (2014)                        | 25                 |
| Saulmory-Villefranche     | 55471      | CC du Pays de Stenay et du Val Dunois | 6,85             | 100 (2014)                        | 15                 |
| Villers-devant-Dun        | 55561      | CC du Pays de Stenay et du Val Dunois | 7,97             | 53 (2014)                         | 6,6                |
| Vilosnes-Haraumont        | 55571      | CC du Pays de Stenay et du Val Dunois | 15,41            | 216 (2014)                        | 14                 |

## Représentation

### Conseillers d'arrondissement (de 1833 à 1940)
Le canton de Dun-sur-Meuse appartenait à l'arrondissement de Montmédy jusqu'à sa disparition en 1926.
| Période                                  | Période | Identité                                 | Étiquette | Qualité |
| ---------------------------------------- | ------- | ---------------------------------------- | --------- | --- |
| 1833                                     | 1845    | François Vitry                           |           | Marchand, ancien capitaine de la Garde nationale, maire de Brieulles                                        |
| 1845                                     | 1861    | Adolphe Sauce (1804-1874)                |           | Maitre de poste à Dun-sur-Meuse                                                                             |
| 1861                                     | 1871    | Jean-Baptiste Doffoil                    |           | Ancien notaire à Dun-sur-Meuse                                                                              |
| 1871                                     | 1886    | Jules Baudson (1814-1889)                |           | Propriétaire et négociant à Dun-sur-Meuse, Président du Conseil d'arrondissement                            |
| 1886                                     | 1913    | Eugène Charpentier                       |           | Négociant à Dun-sur-Meuse                                                                                   |
| 1913                                     | 1919    | Jean-Baptiste Guinard                    |           | Agriculteur, maire de Dun-sur-Meuse                                                                         |
| 1919                                     | 1922    | M. Thirion                               |           | Notaire à Dun-sur-Meuse                                                                                     |
| 1922                                     | 1928    | Auguste Didier                           | URD       | Vétérinaire à Dun-sur-Meuse                                                                                 |
| 1928                                     | 1940    | Charles Ferdinand Lecourtier (1874-1961) |           | Agriculteur, maire de Doulcon                                                                               |
| 1940                                     |         |                                          |           | Les conseils d'arrondissement ont été suspendus par la loi du 12 octobre 1940 et n'ont jamais été réactivés |
| Les données manquantes sont à compléter. |         |                                          |           | |

### Conseillers généraux de 1833 à 2015
| Période                                  | Période          | Identité                        | Étiquette              | Qualité                                                    |
| ---------------------------------------- | ---------------- | ------------------------------- | ---------------------- | ---------------------------------------------------------- |
| Les données manquantes sont à compléter. |                  |                                 |                        |                                                            |
| 1833                                     | 1843 (démission) | Guillaume François Lamacq       |                        | Chef d’escadron, officier, Dun-sur-Meuse                   |
| 1843                                     | 1852             | Pierre Nicolas Godet            |                        | Notaire, juge de paix du canton de Dun-sur-Meuse           |
| 1852                                     | 1875 (décès)     | Charles Eugène de Saint-Balmont |                        | Rentier, propriétaire Maire de Brieulles-sur-Meuse         |
| 1875                                     | 1880             | Louis Gustave Lamacq            | Droite                 | Rentier Maire de Dun-sur-Meuse                             |
| 1880                                     | 1886             | Philippe Mouton-Sauce           | Républicain            | Juge de paix à Commercy                                    |
| 1886                                     | 1892             | Louis Gustave Lamacq            | Droite                 | Rentier Maire de Dun-sur-Meuse                             |
| 1892                                     | 1894 (décès)     | Philippe Mouton                 | Républicain            | Juge de paix à Commercy                                    |
| 1895                                     | 1919             | Nicolas Édouard Larzillière     | Républicain            | Conservateur des hypothèques en retraite Maire de Vilosnes |
| 1919                                     | 1922             | Louis Revault                   | GRD                    | Industriel chocolatier à Dun-sur-Meuse Député (1914-1924)  |
| 1922                                     | 1928             | Lucien Émile Drouot de Villay   |                        | Propriétaire et Maire de Brieulles-sur-Meuse               |
| 1928                                     | 1940             | Auguste Didier (1863-1943)      | URD                    | Vétérinaire à Dun-sur-Meuse, conseiller d'arrondissement   |
|                                          |                  |                                 |                        |                                                            |
| 1945                                     | 1961 (décès)     | Roger Bayard                    | MRP puis RPF puis DVD  | Notaire à Dun-sur-Meuse                                    |
| 1961                                     | 1973             | Georges Mazaud                  | RI                     | Entrepreneur de travaux publics Maire de Doulcon           |
| 1973                                     | 1985             | Michel Thomas                   | DVD puis apparenté UDF | Notaire Maire de Dun-sur-Meuse                             |
| 1985                                     | 2011             | Bernard Courtaux                | DVD                    | Vétérinaire Maire de Doulcon (1977-2014)                   |
| 2011                                     | 2015             | Alain Plun                      | SE                     | Commerçant Maire de Doulcon (depuis 2014)                  |

## Démographie
| 1962  | 1968  | 1975  | 1982  | 1990  | 1999  | 2006  | 2011  | 2012  |
| ----- | ----- | ----- | ----- | ----- | ----- | ----- | ----- | ----- |
| 4 164 | 4 020 | 3 683 | 3 500 | 3 447 | 3 344 | 3 312 | 3 317 | 3 306 |